# OVT

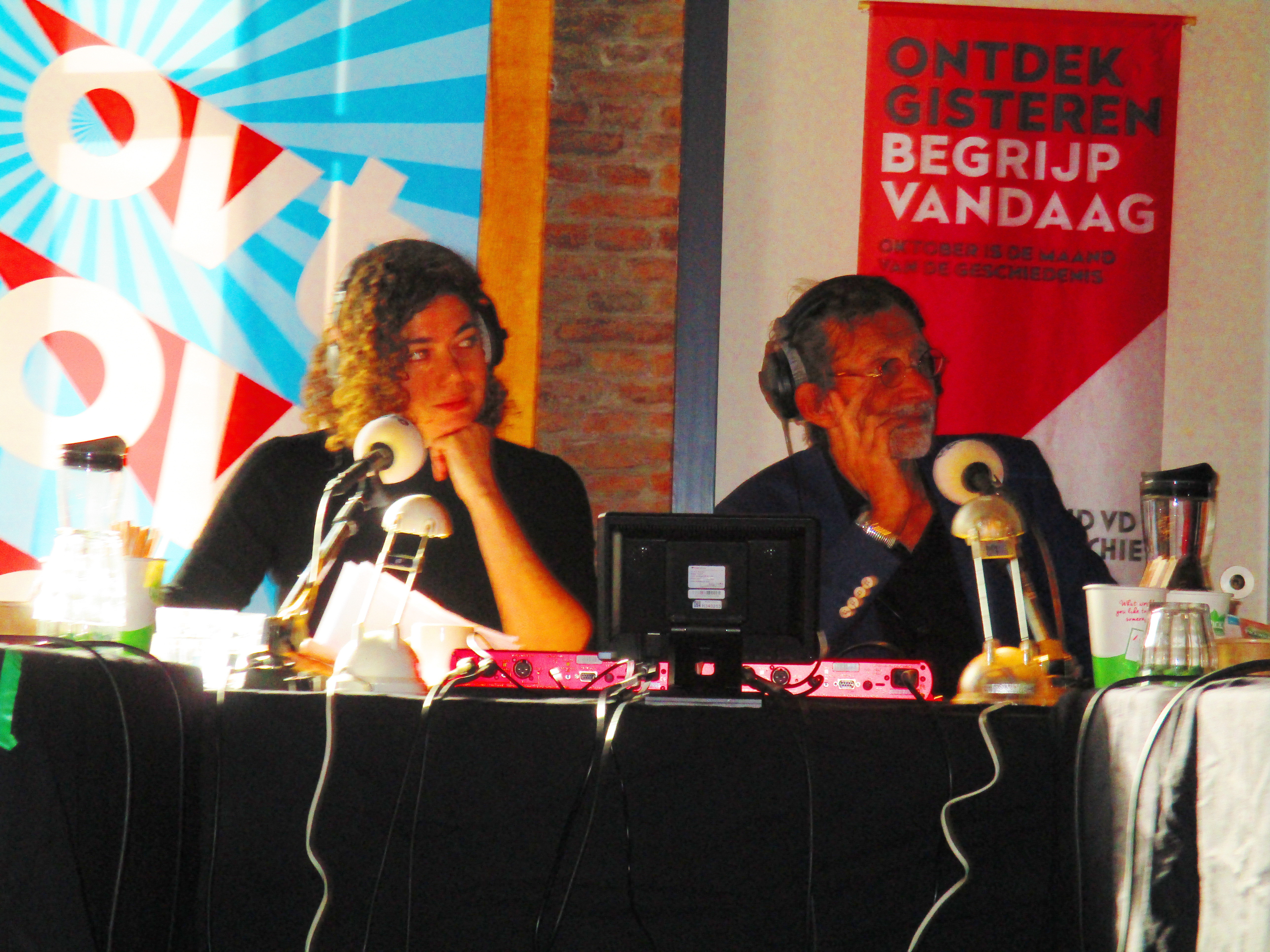
Julie Blussé en Jos Palm presenteren een locatie-uitzending van OVT (2022)

OVT is een radioprogramma van de Nederlandse publieke omroep VPRO. Het programma staat in het teken van de geschiedenis, met nadruk op gebeurtenissen die gerelateerd zijn aan de Nederlandse geschiedenis. Het wordt sinds 1992 wekelijks uitgezonden op zondag van 10 tot 12 uur op NPO Radio 1. Het eerste anderhalf uur wordt live verzorgd vanuit de studio te Hilversum.

## Opbouw programma
Het eerste uur bevat:
- een historisch fragment, met veelal daarna telefonisch commentaar van een ter zake kundig (amateur-) historicus;
- een column, verzorgd door vaste columnisten, bekend uit literatuur of journalistiek, die elk om de week een rubriek verzorgen.
- een hoofdonderwerp met een of meer gasten live in de studio; het onderwerp is vaak een historisch feit, dat gerelateerd wordt aan zaken in de actualiteit.

Het tweede uur bevat:
- een kort historisch onderwerp, met wederom een deskundige aan tafel;
- een reportage van een half uur, genaamd "Het Spoor Terug" met opgenomen fragmenten over een bepaald onderwerp, met als kenmerk getuigenverslagen (oral history). Onder leiding van specifiek samengestelde redacties wordt veelal maanden aan deze reportages gewerkt. Vaak bestaan ze uit meerdere afleveringen die op achtereenvolgende zondagen worden uitgezonden.